# Velle-sur-Moselle
Velle-sur-Moselle – miejscowość i gmina we Francji, w regionie Grand Est, w departamencie Meurthe i Mozela.
Według danych na rok 1990 gminę zamieszkiwało 218 osób, a gęstość zaludnienia wynosiła 49 osób/km² (wśród 2335 gmin Lotaryngii Velle-sur-Moselle plasuje się na 827. miejscu pod względem liczby ludności, natomiast pod względem powierzchni na miejscu 1059.).